# Warsaw (Missouri)
Warsaw è un comune degli Stati Uniti d'America, situato nello Stato del Missouri, nella contea di Benton, della quale è il capoluogo.